# James Damman

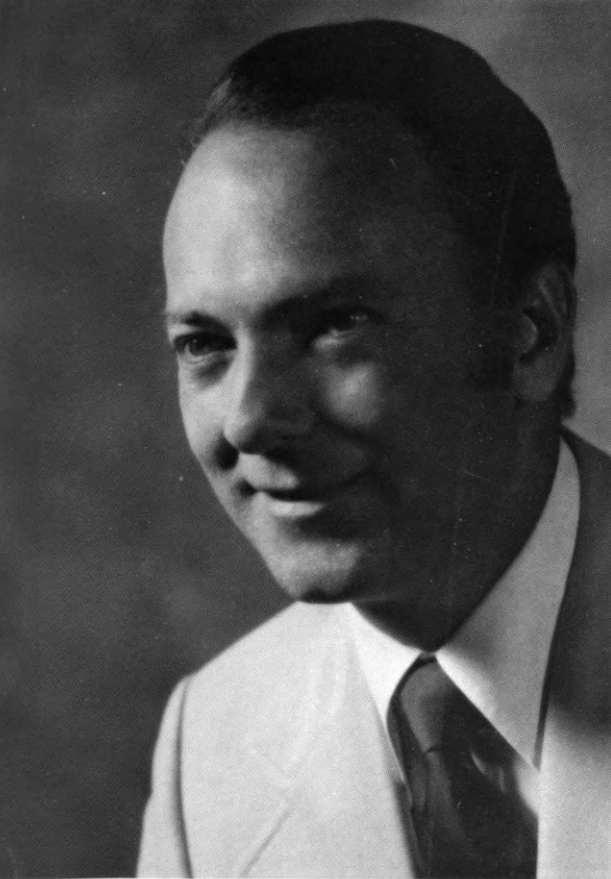
James Joseph Damman

James Joseph Damman (* 16. Januar 1933 in Grosse Pointe Park, Wayne County, Michigan; † 23. Februar 2011 in Austin, Texas) war ein US-amerikanischer Politiker. Zwischen 1975 und 1979 war er Vizegouverneur des Bundesstaates Michigan.

## Werdegang
James Damman arbeitete zunächst für die von seinem Vater gegründete Damman Hardware Retail Chain, eine im Eisenwarengeschäft tätige Firmenkette. Im Jahr 1954 absolvierte er die University of Detroit, wo er Wirtschaftslehre studierte. Zwischen 1955 und 1957 diente er in der US Army. Danach schlug er als Mitglied der Republikanischen Partei eine politische Laufbahn ein. Er wurde in den Gemeinderat der Stadt Troy gewählt und war von 1971 bis 1974 Abgeordneter im Repräsentantenhaus von Michigan.
1974 wurde Damman an der Seite von William Milliken zum Vizegouverneur von Michigan gewählt. Dieses Amt bekleidete er zwischen 1975 und 1979. Dabei war er Stellvertreter des Gouverneurs und Vorsitzender des Staatssenats. Nach seiner Zeit als Vizegouverneur arbeitete er in der Immobilienbranche. Später zog er nach Austin, wo er die Firma Quantum Digital Incorporated gründete, die auf dem Technologiesektor tätig ist. Er starb am 23. Februar 2011 in Austin.